# Anastasia Logoenova
Anastasia Joerevna Logoenova (Russisch: Анастасия Юрьевна Логунова) (Moskou, 20 juli 1990) is een Russisch basketbalspeelster die uitkomt voor het nationale team van Rusland. Ze heeft ook verschillende onderscheidingen gekregen waaronder de Medaille voor het dienen van het Moederland en Meester in de sport van Rusland.

## Carrière
Logoenova begon haar carrière in 2007 bij BK Moskou. Met Moskou verloor ze de finale om de EuroCup Women in 2008. In 2008 ging Logoenova spelen voor Dinamo Moskou. In 2011 stapte ze over naar Nadezjda Orenburg. Na één jaar ging Logoenova naar Tsjevakata Vologda. In 2015 ging Logoenova spelen voor Castors Braine in België. Met Castors werd Logoenova Landskampioen van België in 2016 maar verloor de finale om de Beker van België. In 2016 keerde Logoenova terug naar Rusland om te spelen voor Dinamo Koersk. Met die club won Logoenova in 2017 de EuroLeague Women en werd tweede om het Landskampioenschap van Rusland. Ook won ze met Dinamo de FIBA Europe SuperCup Women in 2017. Halverwege het seizoen 2018/19 verliet ze Dinamo Koersk voor MBA Moskou. Na één seizoen keerde ze terug bij Nadezjda Orenburg. In 2021 ging ze weer naar MBA Moskou. Met MBA Moskou werd ze het derde om het Landskampioenschap van Rusland in 2022. In 2023 ging ze spelen voor Nika Syktyvkar.
Met Rusland 3x3 won Logoenova goud op de FIBA 3x3 World Cup in 2017 en zilver op de FIBA 3x3 World Cup in 2014 en FIBA 3x3 World Cup in 2018. Ook won ze goud op het FIBA 3x3 Europe Cup in 2014 en FIBA 3x3 Europe Cup in 2017. Met Rusland speelde Logoenova op het Europees Kampioenschap in 2015 en 2019. Op de Olympische Zomerspelen van 2020 won ze de zilveren medaille als onderdeel van het Russische 3x3-basketbalteam.

## Erelijst
- Landskampioen Rusland:
  - Tweede: 2017
  - Derde: 2012, 2022
- Bekerwinnaar Rusland: 1
  - Winnaar: 2021
  - Runner-up: 2012
- RFB Super Cup:
  - Runner-up: 2021
- Landskampioen België: 1
  - Winnaar: 2016
- Bekerwinnaar België:
  - Runner-up: 2016
- EuroLeague Women: 1
  - Winnaar: 2017
- EuroCup Women:
  - Runner-up: 2008
- FIBA Europe SuperCup Women: 1
  - Winnaar: 2017
- 3x3-basketbal op de Olympische Zomerspelen 2020:
  - Zilver: 2020